# Impact of a Legend
| Оценки критиков | Оценки критиков |
| Источник        | Оценка          |
| --------------- | --------------- |
| Allmusic        | [ 2 ]           |

Impact of a Legend — третий и последний мини-альбом американского рэпера Eazy-E. Он был выпущен посмертно 26 марта 2002 года, к седьмой годовщине его гибели. Он продвигался его бывшим товарищем по группе N.W.A Айс Кьюбом, с которым Eazy помирился незадолго до своей смерти в 1995 году. Композиции, вошедшие в альбом, должны были выйти на Str8 off tha Streetz of Muthaphukkin Compton.

## Список композиций
Информация о названиях и длительности композиций взята из Spotify, об авторах и гостевых участиях из Genius.
| №                   | Название                                                          | Автор(ы)                                              | Длительность |
| ------------------- | ----------------------------------------------------------------- | ----------------------------------------------------- | ------------ |
| 1.                  | «Intro» (при участии Rhythm D и Steffon)                          | Rhythm D, Steffon и Eazy-E                            | 1:06         |
| 2.                  | «Eazy 1, 2, 3» (при участии The Genie, Paperboy и Phalos Mode)    | Eazy-E, Rhythm D, The Genie, Paperboy и Phalos Mode   | 4:00         |
| 3.                  | «Cock the 9» (при участии Loco S.A.B и Phalos Mode)               | Eazy-E, Rhythm D, Loco S.A.B и Phalos Mode            | 4:02         |
| 4.                  | «Switchez» (при участии Roc Slanga)                               | Eazy-E, Rhythm D и Roc Slanga                         | 4:29         |
| 5.                  | «The Rev Skit»                                                    | Eazy-E                                                | 1:13         |
| 6.                  | «No More Tears» (при участии The Genie, Phalos Mode и Sacraphyce) | Eazy-E, Rhythm D, Phalos Mode, The Genie и Sacraphyce | 4:42         |
| 7.                  | «Ruthless Life» (при участии Cashish L.E.G.S.C и Loesta)          | Eazy-E, Rhythm D, Loesta и Cashish L.E.G.S.C          | 4:50         |
| 8.                  | «Still Fuckem» (при участии The Genie, Paperboy и Phalos Mode)    | Eazy-E, Rhythm D, Phalos Mode, The Genie и Paperboy   | 4:25         |
| Общая длительность: | Общая длительность:                                               | Общая длительность:                                   | 28:51        |

## Участники записи
Информация взята из Genius.
- Rhythm D — Музыкальный продюсер
- Mr. Cartoon — Автор обложки
- Tomica Wright — Исполнительный продюсер
- Dave Lopez — Сведение
- Sean Williams — A&R консультант
- Madeleine Smith — A&R консультант